# Paradelphomyia fuscula
Paradelphomyia fuscula är en tvåvingeart som först beskrevs av Friedrich Hermann Loew 1873.  Paradelphomyia fuscula ingår i släktet Paradelphomyia och familjen småharkrankar. Arten är reproducerande i Sverige. Inga underarter finns listade i Catalogue of Life.